# Lincolnshire potato railways

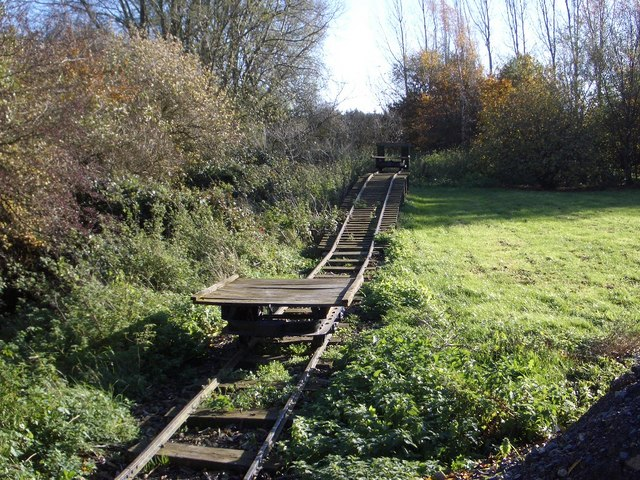
Voie de chemin de fer à pommes de terre à la ferme Vine House (Deeping Saint Nicholas

Le Lincolnshire potato railways (chemin de fer à pommes de terre du Lincolnshire) est un ancien réseau de chemin de fer privé à voie étroite anglais. Ce réseau agricole a été exploité au cours du XXe siècle dans le comté du Lincolnshire pour le transport de la récolte annuelle de pommes de terre depuis les champs jusqu'aux gares les plus proches du réseau principal à voie normale.

## Principaux réseaux
Il existait deux réseaux principaux de chemins de fer de pommes de terre : l'un situé près du village de Nocton (le « Nocton Estate Light Railway » au sud de Lincoln), centré sur la gare de Nocton and Dunston ; l'autre au nord de Holbeach dans le sud du comté, desservant les gares de Fleet et Sutton Bridge. Il existait d'autres réseaux plus petits dans le Lincolnshire, par exemple à Deeping Saint Nicholas.

## Fermeture
Tous les chemins de fer à pommes de terre ont été fermés en 1969, leur trafic ayant été transféré sur camions.
Certains éléments du matériel roulant et de la voie provenant du réseau de Nocton ont été conservés par le Lincolnshire Coast Light Railway près de Skegness (chemin de fer patrimonial à voie de 60 cm créé dans les années 1990).